# Montalbanejo
Montalbanejo ist eine Gemeinde (Municipio) und ein Dorf mit 84 Einwohnern (Stand: 2024) in der Provinz Cuenca in der Autonomen Region Kastilien-La Mancha. 

## Lage
Montalbanejo liegt etwa 47 Kilometer südsüdwestlich von Cuenca in einer Höhe von ca. 910 m.

## Bevölkerungsentwicklung
| 1970 | 1981 | 1991 | 2001 | 2011 | 2021 |
| ---- | ---- | ---- | ---- | ---- | ---- |
| 530  | 325  | 238  | 187  | 129  | 96   |

## Sehenswürdigkeiten

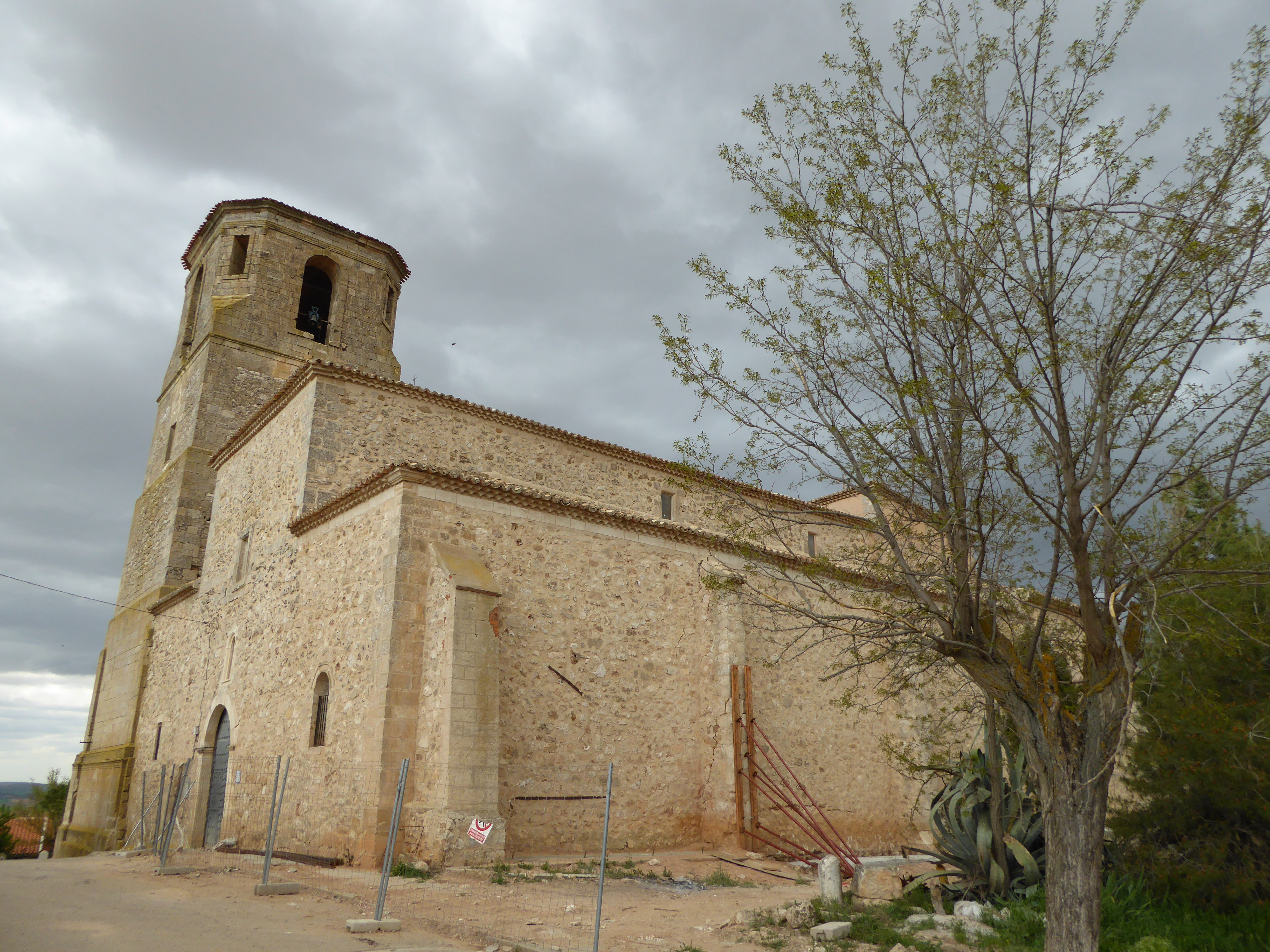
Kirche Mariä Himmelfahrt
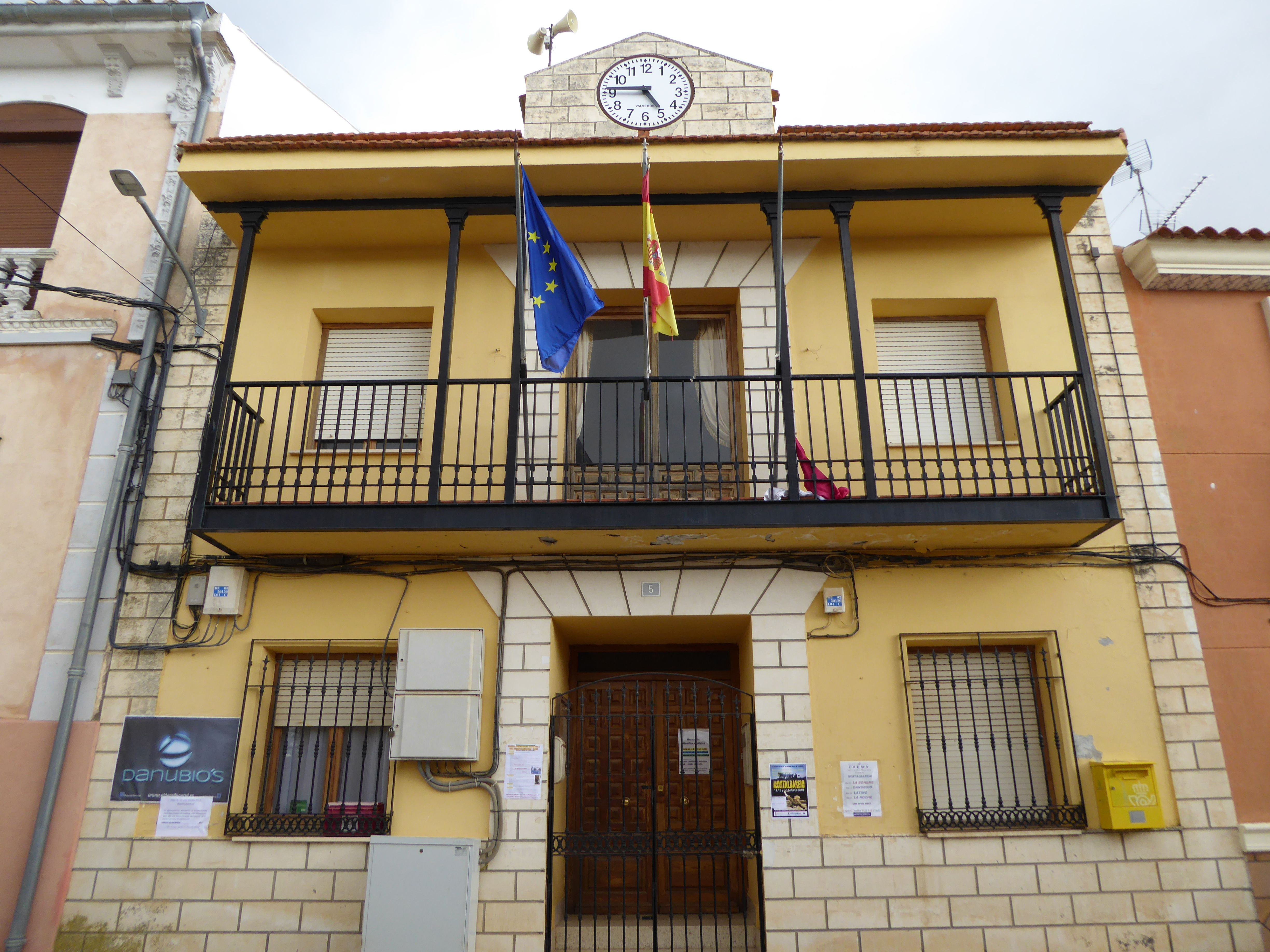
Rathaus

- Kirche Mariä Himmelfahrt
- Rathaus